# Lauren Burns
Pour les articles homonymes, voir Burns.
Lauren Burns (née le 8 juin 1974 à Melbourne) est une taekwondoïste australienne. Elle a obtenu la médaille d'or lors des Jeux olympiques d'été de 2000 dans la catégorie des moins de 49 kg, sa dernière compétition internationale. Aux Championnats du monde 1997, elle est médaillée de bronze en moins de 51 kg.